# Волуйкевич Павло Романович
Павло Романович Волуйкевич (11 липня 1994) — український атлет. Майстер спорту України міжнародного класу. Учасник літніх Паралімпійських ігор 2016 року.
Займається легкою атлетикою у Івано-Франківському регіональному центрі з фізичної культури і спорту інвалідів «Інваспорт».

## Досягнення
- Чемпіон світу 2013 року.
- Бронзовий призер чемпіонату Європи 2013 року.
- Срібний призер чемпіонату світу 2014 року.
- Чемпіон та бронзовий призер Глобальних ігор 2015 року.
- Чемпіон (3000 м), дворазовий срібний призер (1500 м, естафета 4х400 м) чемпіонату світу 2016 року.